# Stolidotidae
De Stolidotidae zijn een familie van uitgestorven tweekleppigen uit de orde Cyrtodontida.